# Circ als Països Catalans
El circ als Països catalans troba les seves arrels en un món màgic, iniciàtic i ancestral. En la història contemporània occidental, des del final del segle xviii fins avui, és un art que ha anat evolucionant i que s'ha sabut adaptar als canvis estètics, econòmics i socials. Els Països Catalans han estat un escenari privilegiat d'aquesta art i la seva evolució.

## Història
El circ sedueix els sentits i genera emocions. Compendi de totes les arts escèniques, és l'art de l'extraordinari, l'intent de conquerir l'impossible, un camí a la recerca de la bellesa. És força, risc, destresa, astúcia, agilitat. No és un espectacle infantil, sinó un espectacle per a adults del qual poden també gaudir els infants. Segons el crític d'art i espectacles Sebastià Gasch (Barcelona, 1897-1980), el circ és l'imperi de la veritat: tot neix, creix i mor davant dels ulls de l'espectador. En circ, la imaginació més desbocada s'alia amb el rigor més estricte per aconseguir, no ja el tòpic de l'‘encara més difícil', sinó, sobretot, una cerimònia d'alt nivell comunicatiu.

### Inicis
Però aquest art mil·lenari no és només espectacle: és també una manera de viure i d'entendre l'univers. El cronista i crític circense Jordi Elias (Barcelona, 1912-1972) afirmava que el circ és, en essència, un misteri que es dirigeix a la vida instintiva i sentimental. L'arqueòleg suís Waldemar Deonna (1880-1959) ha connectat l'acrobàcia i l'equilibri amb certes cerimònies rituals de les civilitzacions antigues. I el sociòleg, també suís, Jean Ziegler (1934) ha escrit que és el darrer vestigi d'un saber antic, existencial, iniciàtic. Convençut de la relació sistemàtica entre circ i societat, el circaire i semiòleg Paul Bouissac (1934) sosté que és el mirall on cada cultura es reflecteix, es condensa i transcendeix.
El circ s'ha adaptat sempre als canvis estètics, econòmics i socials de cada etapa històrica sense alterar l'essència: el repte entre l'home i les lleis de la natura. L'any 1768, l'exsergent de dragons Philip Astley (Newcastle, 1742 - París, 1814) va instaurar la fórmula d'espectacle que avui anomenem circ. Inicialment consistia en exercicis de volteig a cavall complementats amb el maneig de sabres, als quals es van afegir equilibristes, funàmbuls, ventrílocs, còmics, mones sàvies, pantomimes, etc. El 1779, Astley construeix un luxós local de fusta prop del pont de Westminster (Astley’s Royal Amphitheatre of Arts), exporta la fórmula a França i obre un local d'exhibició al Faubourg du Temple de París (1782-83).
Per denominar el nou espectacle, Astley no usava la paraula ‘circ’, sinó ‘amfiteatre’. La denominació ‘circ’ es deu a un excol·laborador seu, el genet Charles Hugues, que va muntar el Royal Circus, equipat amb una pista de 13 metres de diàmetre i un escenari a la italiana. Per diferenciar-la del circ romà (curses de quadrigues, lluites de gladiadors, feres, naumàquies, etc.), la fórmula instaurada per Astley es va anomenar ‘circ modern', fins que, en arribar a la contemporaneïtat, a la dècada dels setanta del segle xx, va passar a anomenar-se ‘circ tradicional' o ‘circ clàssic’.
Entre els primers espectacles de circ eqüestre documentats a Catalunya trobem els del cavallista francès Jean Gadis Colman a Reus, al Teatre Principal o de les Comèdies, el 1789. També el dels volantiners italians Francesco Frescara i Giacomo Chiarini, primer a Reus, el 1799, i després a Barcelona, el 1800. Catalunya vivia la revolució industrial i els espectacles en voga eren el sainet popular, la comèdia burgesa i les funcions d'ombres i titelles. L'arribada d'un espectacle que exaltava la força i la bellesa humanes, juntament amb les innovacions del maquinisme, va provocar una gran acceptació popular.

### Seglexix
Al llarg del segle xix, va visitar Catalunya la gran majoria d'artistes i companyies que triomfaven arreu d'Europa, alhora que creixia en nombre i qualitat la nòmina d'artistes del país. Moltes ciutats dels Països Catalans edificaven circs estables, per on, entre els segles XIX i XX, han passat grans figures internacionals com Tony Grice, els Franconi, Gaetano Ciniselli, Blondin, Antonet i Beby, Footit, Grock, Tonitoff i Seiffert, Rico i Alex, Arturo Chiesi, els Andreu-Rivels, els Frediani, Joe Jackson, el transformista Fregoli o el malabarista Enrico Rastelli. El públic barceloní ha tingut fama d'entès i exigent. Una reputació que demostra la famosa frase de l'august suís Grock mentre preparava, a Marsella, un número nou amb el ‘clown' Antonet per presentar-lo al Circo Alegría: ‘Si agradem a Barcelona, agradarem a tot arreu.’

### Guera civil
L'alçament dels militars feixistes el 18 de juliol de 1936 va paralitzar l'activitat circense, que, com la dels altres àmbits lúdics i culturals, va quedar pràcticament anul·lada.
La fi de la Guerra Civil i l'inici de la segona Guerra Mundial, el 1939, van comportar que molts dels artistes que treballaven arreu d'Europa es refugiessin al sud dels Pirineus. Tant Sebastià Gasch com Jordi Elias van testimoniar la importància del circ a Catalunya a les dècades dels quaranta i cinquanta del segle xx. Del 1956 al 1962, l'empresa Circuitos Carcellé va organitzar al Palau d'Esports de Barcelona el Festival Mundial del Circ, amb atraccions vingudes del circ suís Knie, els alemanys Althoff, Krone i Williams i figures com els acròbates a cavall Caroli, els trapezistes Alizées, Palacios i Pinito del Oro i el domador Gilbert Houcke.

### Franquisme
Entrats els anys seixanta, el nombre i la qualitat dels espectacles circenses es van esllanguir progressivament. La creixent presència de la televisió, els canvis socials i el mateix estancament d'artistes i empresaris ja havien començat a provocar, al circ europeu, una crisi artística i econòmica que es va radicalitzar al final d'aquella dècada. Al públic li havia deixat d'interessar un espectacle basat en atraccions que s'assemblaven massa a les d'un segle abans i que, com a única novetat als programes, incorporaven cantants de moda o succedanis televisius. Així, el circ va perdre gran part del prestigi social i artístic de què havia gaudit durant segles i, com una absurda caricatura d'ell mateix, es va convertir en un espectacle de segona o tercera categoria. Per sort, algunes empreses europees solvents van saber aguantar els embats d'aquella crisi i, gràcies al treball amb propostes artístiques rigoroses, han arribat al segle XXI mantenint les essències del circ tradicional amb un valuós estatus econòmic i social.

### Espais
Moltes ciutats dels Països Catalans han tingut edificis o instal·lacions amb pista de circ on es programava també teatre, boxa i altres espectacles (Reus, Vilanova i la Geltrú, Alacant, Alcoi, Ciutat de Mallorca, Oriola, Dénia i València, entre altres). A Barcelona, a més de la programació regular de circ internacional oferta per teatres com el Tívoli, el Còmic o el Novetats, hi ha hagut circs estables com el Barcelonès (arquitecte Antoni Rovira i Trias, 1853-1944), Camps Elisis (passeig de Gràcia - Roger de Llúria - Rosselló - Aragó, a partir del 1853), Thomas Price (la Rambla, 1859), El Prado Catalán (passeig de Gràcia entre Corts Catalanes i Casp, a partir del 1864), Teatre Circ Espanyol (Paral·lel, 1892), Circo Ecuestre Barcelonés (més conegut com a Circo Alegría, plaça de Catalunya, 3.000 localitats, arquitecte Francesc Comas, 1879-1895), i l'Olympia (ronda de Sant Pau 27, 6.000 localitats, pista aquàtica de 300.000 litres, arquitecte Francesc Folguera, 1924-1947). Tanmateix, enderrocat l'Olympia, en una obscura operació especulativa, Barcelona es quedava sense cap local fix d'exhibició circense. A final dels cinquanta, l'ajuntament barceloní va rebutjar un ambiciós projecte de circ estable al Paral·lel. Si bé, a la primera dècada del segle xxi, hi ha alguns intents encara no prou definits.

### Democràcia
A la dècada dels setanta, Catalunya experimenta un fort moviment de renovació de les arts parateatrals amb grups i artistes com Comediants, Els Joglars, Albert Vidal o el Col·lectiu d'Animació. El 1976, la companyia La Tràgica presenta ‘Tripijoc Joc Trip’, un primer intent de circ contemporani català. Poc després, Jaume Mateu i Claret Papiol formen la parella de pallassos Germans Poltrona. S'obren locals com La Cúpula Venus, La Cuina de les Arts o El Llantiol, que acullen i incentiven espectacles parateatrals i paracircenses. Joan Brossa impulsa la renovació del ‘music-hall' amb figures com el mag Hausson, la ‘stripper' Christa Leem, el faquir Kirman, el poeta visual Pep Bou, el ventríloc Selvin, el transformista Manel Barceló i el pallasso Tortell Poltrona. Aquest últim funda el Circ Cric el 1981 amb el padrinatge de Xavier Fàbregas, Charlie Rivel, Joan Miró, Joan Brossa i Josep-Vicenç Foix. Gràcies a la col·laboració d'artistes com Vitore e Nani, Boni & Caroli, Doctor Soler, Germans Poltrona o Circ Perillós, el Circ Cric comença a definir el circ que s'expressa en català i amb un llenguatge escènic contemporani.
Aquesta nova aposta no valora tant el risc i el virtuosisme com ho fa el clàssic, però combina les tècniques tradicionals amb música, coreografia i estructura narrativa per arribar a l'espectador. Entre els trets distintius del circ contemporani català destaquen el caràcter fresc i desinhibit dels espectacles, un domini creixent de la tècnica per part dels artistes i positius intercanvis generacionals i interculturals que, de ben segur, donaran fruits espectaculars en els pròxims anys.